# Royal Court Theatre
Il Royal Court Theatre è un teatro londinese, situato nel Royal Borough of Kensington and Chelsea, edificato nel 1870 con il nome "The New Chelsea Theatre", e noto per il suo contributo allo sviluppo della drammaturgia moderna.

## Premio Europa per il Teatro
Nel 1999 il Royal Court Theatre viene insignito del V Premio Europa Realtà Teatrali, assegnato a Sarah Kane, Mark Ravenhill, Jez Butterworth, Conor McPherson, Martin McDonagh, con la seguente motivazione:
A cosa deve la sua reputazione il teatro britannico moderno? Ai suoi attori? Certamente. Ai suoi registi? Forse. Ma il simbolo principale della vitalità del teatro britannico sono i suoi autori, e il Royal Court Theatre, vincitore del Premio Europa Realtà Teatrali, ha promosso più di ogni altro la nuova scrittura. Dal 1956 ha allestito i lavori di molti fra gli autori britannici più conosciuti: Osborne, Wesker, Pinter, Bond, Barker, Hare e Churchill. Tuttavia, il Premio non ricompensa il percorso storico del Royal Court Theatre, bensì la sua difesa, nel corso degli ultimi anni, di una nuova generazione di scrittori che ci intrigano e spesso ci turbano profondamente e le cui opere hanno viaggiato in tutta Europa: fra l’altro Sarah Kane (Blasted e Cleansed), Mark Ravenhill (Shopping and Fucking) e Jez Butterworth (Mojo), che esprimono visivamente il loro orrore di fronte alla vacuità morale e al materialismo grezzo del mondo che hanno ereditato. I loro testi sono carichi di immagini di violenza, ma dietro la violenza si percepisce la loro collera e la confusione all’idea di vivere in una società postmarxista, postcristiana, postutopica. Costretto per lavori di restauro a lasciare nel 1996 la sede permanente di Sloane Square a Londra, il Royal Court ha proseguito l’attività in due teatri del West End senza nulla perdere del suo gusto per il rischio e del suo dinamismo. Prima diretto da Stephen Daldry e adesso da Ian Rickson, il teatro ha messo in scena coproduzioni in collaborazione con diverse compagnie, quali Out of Joint e il Théâtre de Complicité (tra cui una meravigliosa ripresa di Le sedie di Ionesco). Ha presentato le pièce notevoli di giovani irlandesi, quali Conor McPherson e Martin McDonagh. Ha anche lanciato un programma internazionale di scambi con altri teatri in tutto il mondo. E soprattutto ha dato la parola a una nuova generazione di giovani scrittori, la cui ira moralista, la disperazione urbana e la disillusione politica hanno avuto grande eco in tutt’Europa.
In quell'occasione, al Palazzo dei Congressi di Taormina, fu messa in scena in esclusiva italiana The Weir (La chiusa) di Conor McPherson, con la regia di Ian Rickson. Furono anche proposte scene da Shopping and Fucking di Mark Ravenhill, regia di Max Stafford-Clark; scene da Mojo di Jez Butterworth, regia di Ian Rickson, con Kate Ashfield, Pearce Quigley, Nicolas Tennant; e la lettura in italiano di brani da Attempts on her Life (Attentati alla vita di lei) di Martin Crimp, con Silvia Guidi, Fabio Mascagni, Barbara Nativi.